# 에드워드 시대
에드워드 시대(Edwardian era)는 영국사에서 에드워드 7세의 치세인 1901년에서 1910년까지, 또는 제1차 세계 대전 발발 직전인 1914년까지를 일컫는 말이다.
1901년 1월 빅토리아 여왕이 붕어하면서 빅토리아 시대는 끝났다. 새 왕 에드워드 7세는 대륙 유럽의 예술에 영향을 받은 패셔너블한 엘리트였다. 에드워드 시대는 노동자, 여성 등 과거 권력에서 소외된 집단이 사회 전면에 나서기 시작한 시기였다.

## 같이 보기
- 벨 에포크
- 진보 시대